# Gmina Shupenzë
Gmina Shupenzë (alb. Komuna Shupenzë) – gmina  położona w środkowej części Albanii. Administracyjnie należy do okręgu Bulqiza w obwodzie Dibra. W 2011 roku populacja gminy wynosiła 5503 w tym 2741 kobiet oraz 2762 mężczyzn, z czego Albańczycy stanowili 98,35% mieszkańców.
W skład gminy wchodzi dwanaście miejscowości: Shupenzë, Vlasha, Bocove, Homesh, Okshtine, Kovashice, Zogjaj, Shtushaj, Topojan, Mazhice, Gjurac, Bllac.